# Ashes of Ares
Ashes of Ares ist eine US-amerikanische Heavy- und Power-Metal-Band, die im Jahr 2012 gegründet wurde.

## Geschichte
Die Band wurde im Jahr 2012 vom ehemaligen Nevermore-Schlagzeuger Van Williams, sowie den Ex-Iced-Earth-Mitgliedern Matt Barlow (Gesang) und Freddie Vidales (Bass) gegründet. Der Bandname stammt von Barlow und geht auf den griechischen Kriegsgott Ares zurück. Live wurde die Band von dem Gitarristen Gio Geraca (Malevolent Creation, Hateplow) und dem Bassisten Dean Sternberg (unter anderem ehemals Sänger bei Into Eternity) unterstützt. Ihr selbstbetiteltes Debütalbum erschien im September 2013 bei Nuclear Blast. Der Tonträger wurde vom Produzenten Jim Morris bei Morrisound Recording aufgenommen. Der Veröffentlichung folgte im September und Oktober eine Europatournee, an der auch Powerwolf, Majesty und Battle Beast teilnahmen. Die Tour schloss Auftritte in Deutschland, Großbritannien und Frankreich ein. Live wird das Trio durch den Bassisten Sternberg und den Gitarristen Charlie Honig unterstützt. 2013 trat die Band unter anderem auch auf dem ProgPower USA und dem Rock Hard Festival auf. Im Oktober 2018 die Band veröffentlichte ihr zweites Album "Well of Souls".

## Stil
Laut Freddie Vidales ist die Band durch Gruppen wie Iron Maiden, Slayer, Saxon, Behemoth, Machine Head, Death Angel und Queensrÿche beeinflusst worden. Laut Marc Halupczok vom Metal Hammer spielt die Band Heavy Metal im Stil von Iced Earth. Katrin Riedl vom Metal Hammer bezeichnete die Musik auf dem Album als klassischen Heavy Metal. Sie bezeichnete den Gesang als herausragend. Das Lied Punishment sei so düster wie ein Lied von Metallica. Ray Van Horn, Jr. von Blabbermouth.net ordnete in seiner Rezension zum Album die Band dem Power Metal zu. Der Gesang bewege sich von Tenor zu Countertenor und verfalle auch gelegentlich in Bass. Das Lied The Messenger rufe Erinnerungen an Queensrÿche wach.

## Diskografie
- 2013: Ashes of Ares (Album, Nuclear Blast)
- 2018: Well of Souls (Album, ROAR)
- 2020: Throne of Iniquity (EP, ROAR)
- 2022: Emperors and Fools (Album, ROAR)
- 2025: New Messiahs (Album, ROAR)